# Jasmine Villegas
Jasmine Marie Villegas (som artist även kallad Jasmine V), född 7 december 1993 i San Jose, Kalifornien, är en amerikansk popsångare och skådespelare. Hon är av filippinskt och mexikanskt ursprung.
Villegas har medverkat i många sammanhang i amerikansk reklam-tv, tv-shower och i musikvideor. 
Hon fick sitt genombrott genom att medverka i Justin Biebers hitsingel 'Baby's musikvideo där Jasmine var 'Baby'.
Jasmine har redan vid ung ålder medverkat i många talangshower, men blev upptäckt då en skivproducent hörde henne sjunga på gatan.